# Ятрань (поїзд)
«Ятрань» — колишній нічний швидкий фірмовий пасажирський поїзд 2-го класу № 62/61 сполученням Миколаїв — Москва формуванням Одеської залізниці. Протяжність маршруту складала — 1265 км. На цей поїзд була можливість придбати електронний квиток.

## Історія
З 6 листопада 2011 року маршрут руху поїзда було подовжено до станції Миколаїв.
У 2018 році поїзд посів четверте місце серед найприбутковіших поїздів (наповненість складала 80 %): прибуток склав 16,7 млн гривень.
З 17 березня 2020 року поїзд був скасований через пандемію COVID-19 та в майбутньому рух поїзда відновлювати не передбачено.

## Інформація про курсування
Поїзд «Ятрань» на маршруті руху здійснював 21 зупинку на проміжних станціях.
| Розклад руху поїзда «Ятрань» (з 31.03.2019) | Розклад руху поїзда «Ятрань» (з 31.03.2019) | Розклад руху поїзда «Ятрань» (з 31.03.2019) | Розклад руху поїзда «Ятрань» (з 31.03.2019) | Розклад руху поїзда «Ятрань» (з 31.03.2019) |
| Час прибуття                                | Час відправлення                            | Станція                                     | Час прибуття                                | Час відправлення                            |
| ------------------------------------------- | ------------------------------------------- | ------------------------------------------- | ------------------------------------------- | ------------------------------------------- |
| —                                           | 11:15                                       | Миколаїв                                    | 20:25                                       | —                                           |
| 11:09                                       | —                                           | Москва                                      | —                                           | 19:51                                       |

У сезонний період призначається додатковий поїзд № 161/162 Миколаїв — Київ (прямує через Кривий Ріг, Апостолове, Снігурівку, Херсон).
З поїздом курсувала група вагонів безпересадкового сполучення, як окремий поїзд під № 957/958 сполученням Херсон — Миколаїв, надалі в складі поїзда № 62/61 Миколаїв — Москва.
| Розклад руху поїзда Херсон — Москва (з 31.03.2019) | Розклад руху поїзда Херсон — Москва (з 31.03.2019) | Розклад руху поїзда Херсон — Москва (з 31.03.2019) | Розклад руху поїзда Херсон — Москва (з 31.03.2019) | Розклад руху поїзда Херсон — Москва (з 31.03.2019) |
| Час прибуття                                       | Час відправлення                                   | Станція                                            | Час прибуття                                       | Час відправлення                                   |
| -------------------------------------------------- | -------------------------------------------------- | -------------------------------------------------- | -------------------------------------------------- | -------------------------------------------------- |
| —                                                  | 08:12                                              | Херсон                                             | 16:40                                              | —                                                  |
| 09:13                                              | 11:15                                              | Миколаїв                                           | 14:37                                              | 15:17                                              |
| 11:09                                              | —                                                  | Москва                                             | —                                                  | 15:41                                              |

## Склад поїзда
Поїзд «Ятрань» складався з 11 фірмових вагонів, зокрема, з 3 купейних та 8 плацкартних вагонів, формовання ПКВЧД-13 станції Миколаїв Одеської залізниці.
Група вагонів безпересадкового сполучення Херсон — Москва складалася з 4 плацкартних та 1 купейного вагона.

## Подія
24 січня 2017 року на прикордонному пункті контролю Зернове прикордонники виявили 6 кг канабіса у поїзді № 62 сполученням Миколаїв — Москва.